# Fresnes (Val-de-Marne)
Fresnes is een gemeente in het Franse departement Val-de-Marne (regio Île-de-France) en telt 25.213 inwoners (1999). De plaats maakt deel uit van het arrondissement L'Haÿ-les-Roses.
Te Fresnes is een gevangenis gevestigd, en een Playmobil-themapark.

## Geografie
De oppervlakte van Fresnes bedraagt 3,6 km², de bevolkingsdichtheid is 7003,6 inwoners per km².
De onderstaande kaart toont de ligging van Fresnes (Val-de-Marne) met de belangrijkste infrastructuur en aangrenzende gemeenten.

## Demografie
Onderstaande figuur toont het verloop van het inwonertal (bron: INSEE-tellingen).